# Gestión sostenible de la tierra
La gestión sostenible de la tierra (GST o SLM, del inglés Sustainable land management) se refiere a prácticas y tecnologías que tienen como objetivo integrar la gestión de la tierra, el agua, la biodiversidad y otros recursos ambientales para satisfacer las necesidades humanas y garantizar la sostenibilidad a largo plazo de los servicios y medios de vida del ecosistema. El término gestión sostenible de la tierra se utiliza, por ejemplo, en la planificación regional y la protección del suelo o del medio ambiente, así como en la gestión de propiedades y propiedades. 

## Ejemplos
El Banco Mundial define la gestión sostenible de la tierra como un proceso en un entorno cargado entre la protección del medio ambiente y el reclamo de garantía de los servicios del ecosistema, por un lado. Por otro lado, se trata de la productividad de la agricultura y la silvicultura con respecto al crecimiento demográfico y la creciente presión en el uso de la tierra. 

La GST se define como un procedimiento basado en el conocimiento que ayuda a integrar la gestión de la tierra, el agua, la biodiversidad y el medio ambiente (incluidas las externalidades de entrada y salida) para satisfacer las crecientes demandas de alimentos y fibra al tiempo que se mantienen los servicios y los medios de vida del ecosistema. La GST es necesaria para cumplir con los requisitos de un creciente
población. El manejo inadecuado de la tierra puede conducir a la degradación de la tierra y una reducción significativa en las funciones productivas y de servicio (nichos de biodiversidad, hidrología, secuestro de carbono) de las cuencas hidrográficas y los paisajes.
Banco Mundial

La Comisión Económica de las Naciones Unidas para Europa (CEPE) aplica el término en un contexto mucho más amplio. Además de la agricultura y la silvicultura, incluyen el sector de extracción de minerales, la administración de propiedades y propiedades.

La gestión de la tierra es el proceso por el cual los recursos de la tierra se ponen en práctica. Cubre todas las actividades relacionadas con la gestión de la tierra como recurso, tanto desde una perspectiva ambiental como económica. Puede incluir la agricultura, la extracción de minerales, la administración de propiedades y propiedades, y la planificación física de las ciudades y el campo.

En el curso de la política y los programas nacionales, pocos estados europeos utilizan la terminología "gestión sostenible de la tierra". Aquí deben mencionarse Australia y Nueva Zelanda, ya que ambos países han acordado la gestión sostenible de la tierra con respecto al cambio climático como parte de sus programas gubernamentales.
En el contexto europeo, la definición de la Red Europea para la Gestión del Uso del Suelo para Ciudades Europeas Sostenibles (LUMASEC, del inglés European Network for Land Use Management for Sustainable European Cities) puede utilizarse como referencia. Enfatiza la cooperación inter y transdisciplinaria en la gestión sostenible de la tierra: 

Como la gestión es la actividad humana, es decir, la acción de las personas que trabajan juntas para lograr los objetivos deseados, la gestión del uso de la tierra es un proceso de gestión del uso y desarrollo de la tierra, en el que se coordinan aspectos espaciales, sectoriales y temporales de la política urbana... Los recursos de la tierra se utilizan para diferentes propósitos, lo que puede generar conflictos y competencias, y la gestión del uso de la tierra tiene que ver esos propósitos de manera integrada. Por lo tanto, la gestión de la tierra cubre el debate sobre las normas y visiones que impulsan la formulación de políticas, la planificación sectorial tanto en el tiempo estratégico como en el más operativo, la integración espacial de los problemas sectoriales, la toma de decisiones, la presupuestación, la implementación de planes y decisiones y la seguimiento de resultados y evaluación de impactos.
LUMASEC

## Ejemplos de investigación
Desde 2010, el Ministerio Federal de Educación e Investigación de Alemania (BMBF) financia un programa internacional de investigación sobre "gestión sostenible de la tierra". El módulo A del programa investiga las interacciones entre la gestión de la tierra, el cambio climático y los servicios de los ecosistemas. Incluye proyectos que operan en América del Sur, África, Europa, Asia Central y Asia del Sur. El Módulo B busca "soluciones de sistemas innovadores" en 13 proyectos con un enfoque centroeuropeo. 
Además, la Iniciativa de Economía de la Degradación de la Tierra (ELD) busca establecer un análisis de costo-beneficio sobre la práctica de la gestión sostenible de la tierra, destacando sus beneficios económicos. Este análisis económico permitirá a los tomadores de decisiones tomar medidas apropiadas para combatir la degradación de la tierra a nivel mundial. Además, la Iniciativa apoya estudios de casos regionales centrados en África y Asia Central. 